# Geelsnaveltoerako
De geelsnaveltoerako (Tauraco macrorhynchus) is een vogel die behoort tot de familie Musophagidae (toerako's).

## Verspreiding en leefgebied
Deze soort komt voor in westelijk en het westelijke deel van Centraal-Afrika en telt twee ondersoorten:
- T. m. macrorhynchus: van Sierra Leone tot Ghana.
- T. m. verreauxii: van Nigeria tot Congo-Kinshasa en noordelijk Angola, Bioko.